# Saint-Synode
 (février 2024).
Si vous disposez d'ouvrages ou d'articles de référence ou si vous connaissez des sites web de qualité traitant du thème abordé ici, merci de compléter l'article en donnant les références utiles à sa vérifiabilité et en les liant à la section « Notes et références ».

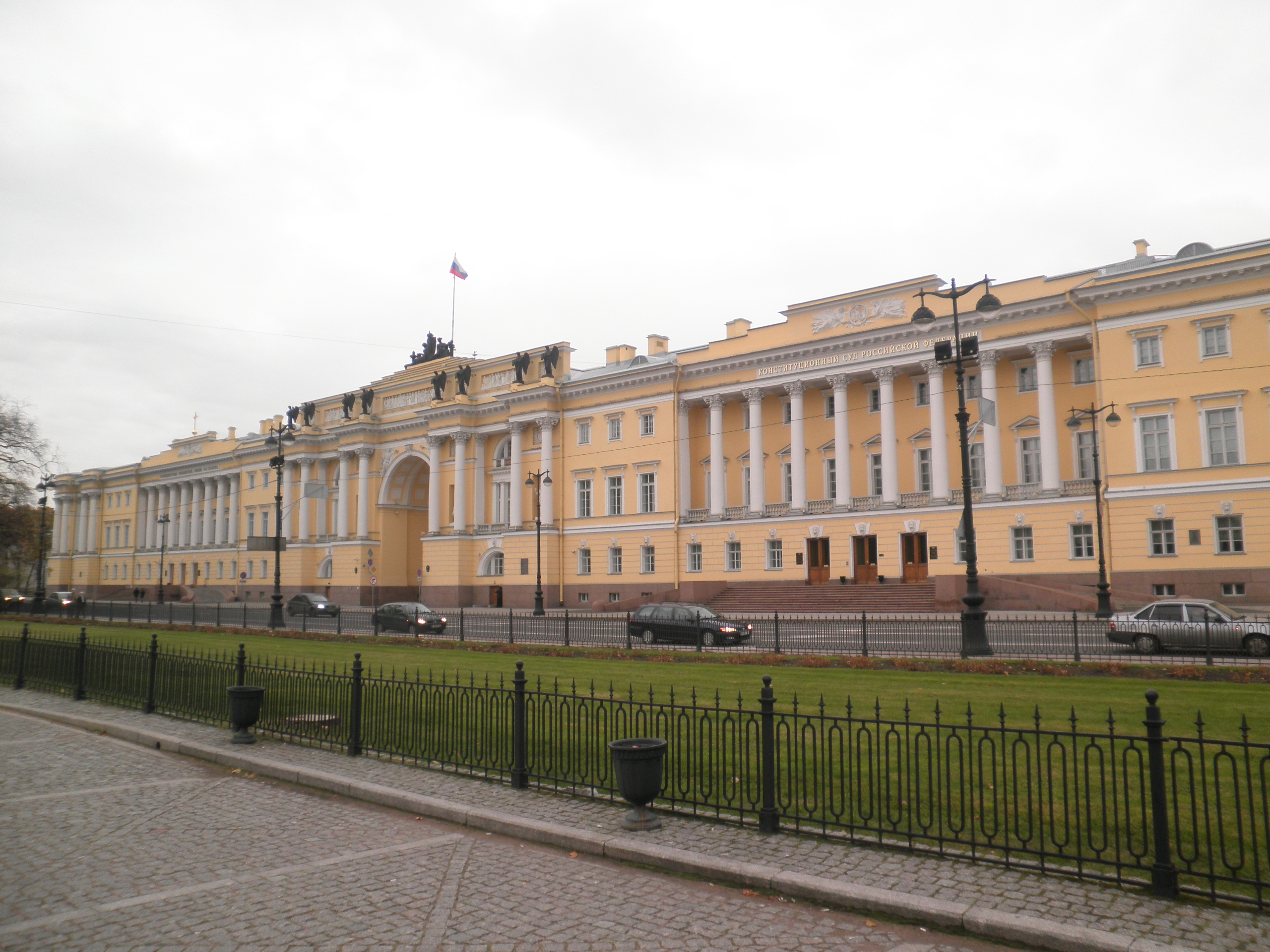
Siège du très Saint-Synode de l'Empire russe à Saint-Pétersbourg.

Dans les Églises orthodoxes, le Saint-Synode — ou « concile » permanent — est l’institution collégiale au sommet de la hiérarchie religieuse.

## Saint-Synode de l'Église copte orthodoxe
Lieu des réunions des 133 membres du Saint-Synode dans le Monastère Saint-Bishoy en Égypte, lieu de résidence du chef de l’Église copte orthodoxe, le pape d’Alexandrie Tawadros II. Le Saint Synode est l’entité qui gouverne cette Église autocéphale, séparée des autres Églises chrétiennes depuis le concile de Chalcédoine en 451.

## Saint-Synode de l'Église syriaque orthodoxe

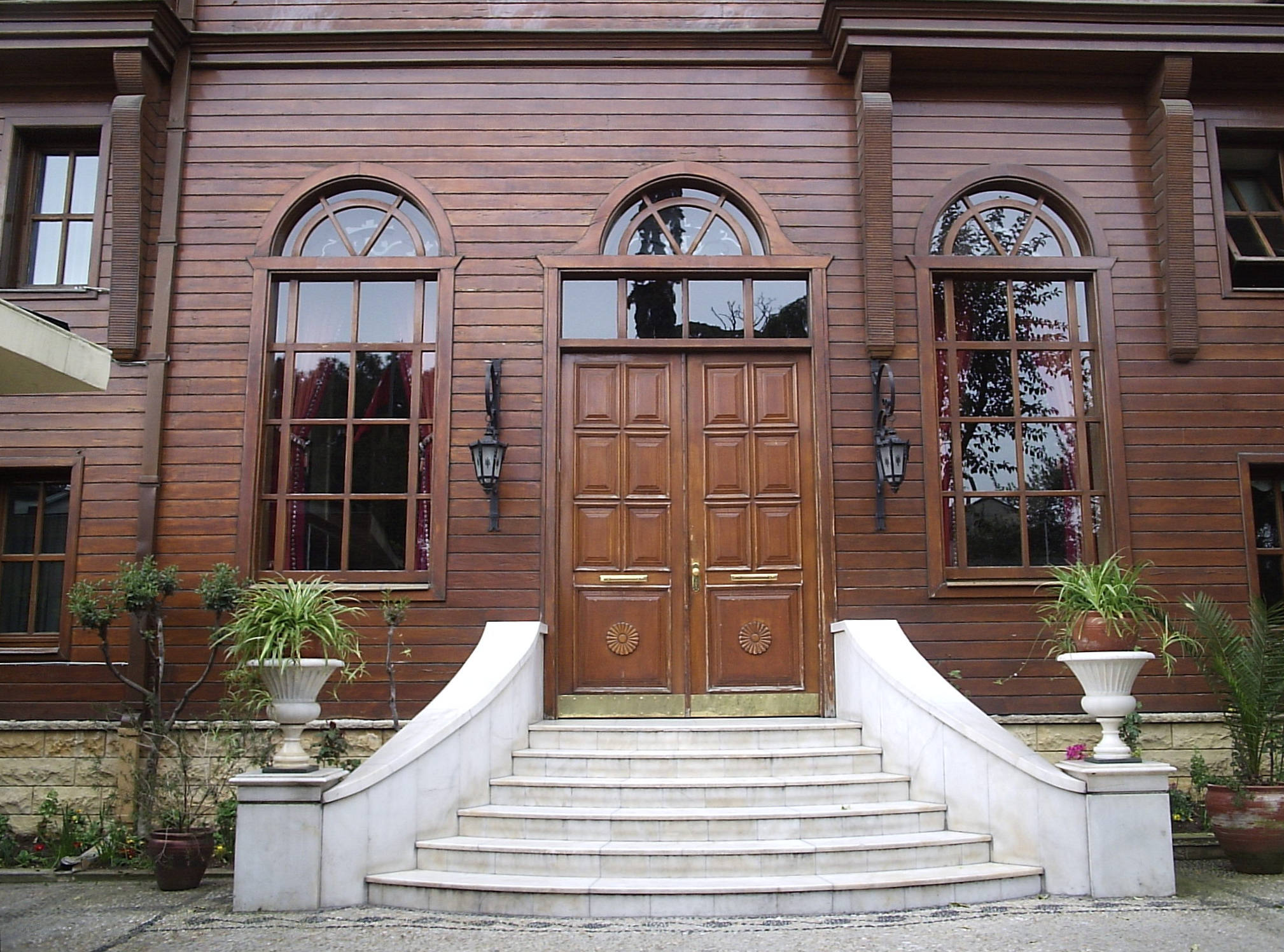
Résidence du patriarche œcuménique

## Saint-Synode du patriarcat œcuménique de Constantinople
Le Patriarcat œcuménique est gouverné par le « Saint et Sacré Synode », développé à partir du « synode endemousa » (le synode « résident »), composé des évêques vivant (même de manière transitoire) à Constantinople ou à proximité,. Il est présidé par le patriarche de Constantinople et se compose de douze hiérarques, chacun d'eux étant membre pour un an, la moitié d'entre eux étant remplacés tous les six mois

## Saint-Synode de l'Église orthodoxe serbe
L'Église orthodoxe serbe est gouvernée par un Saint-Synode composé de cinq membres. Le patriarche est un membre permanent, tandis que les quatre autres sont des évêques élus pour un mandat de deux ans par le Conseil des évêques, un organe qui représente tous les métropolitains et autres évêques de l'Église.

## Saint-Synode de l'Église orthodoxe russe
En 1721, à la suite des réformes religieuses du tsar Pierre le Grand, le Saint-Synode est devenu le principal organe d'administration de l'Église orthodoxe russe, privée de patriarche. Composé d'évêques, de prêtres et du haut-procureur (ober-prokuror) nommé par l'empereur, il devait diriger les affaires ecclésiales d'une façon collégiale. Pobiedonostsev en fut un des procureurs généraux les plus célèbres à partir de 1880.
En rétablissant la fonction du patriarche en 1917, l'Église orthodoxe russe a conservé le Saint-Synode. Il administre désormais l'Église russe dans la période entre les conciles épiscopaux (réunis tous les quatre ans) et par délégation de ceux-ci. Il comprend aujourd'hui le patriarche, sept membres permanents (métropolites) et cinq membres tournants choisis dans le reste de l'épiscopat.
Le Saint-Synode est notamment chargé de désigner les nouveaux évêques, de nommer les recteurs des séminaires et des académies de théologie, de pourvoir à la nomination des supérieurs monastiques. Le Synode est secondé dans son travail par plusieurs départements synodaux dont : le département des relations extérieures, le département pour la mission, les éditions synodales, etc.

## Saint-Synode de l'Église orthodoxe bulgare

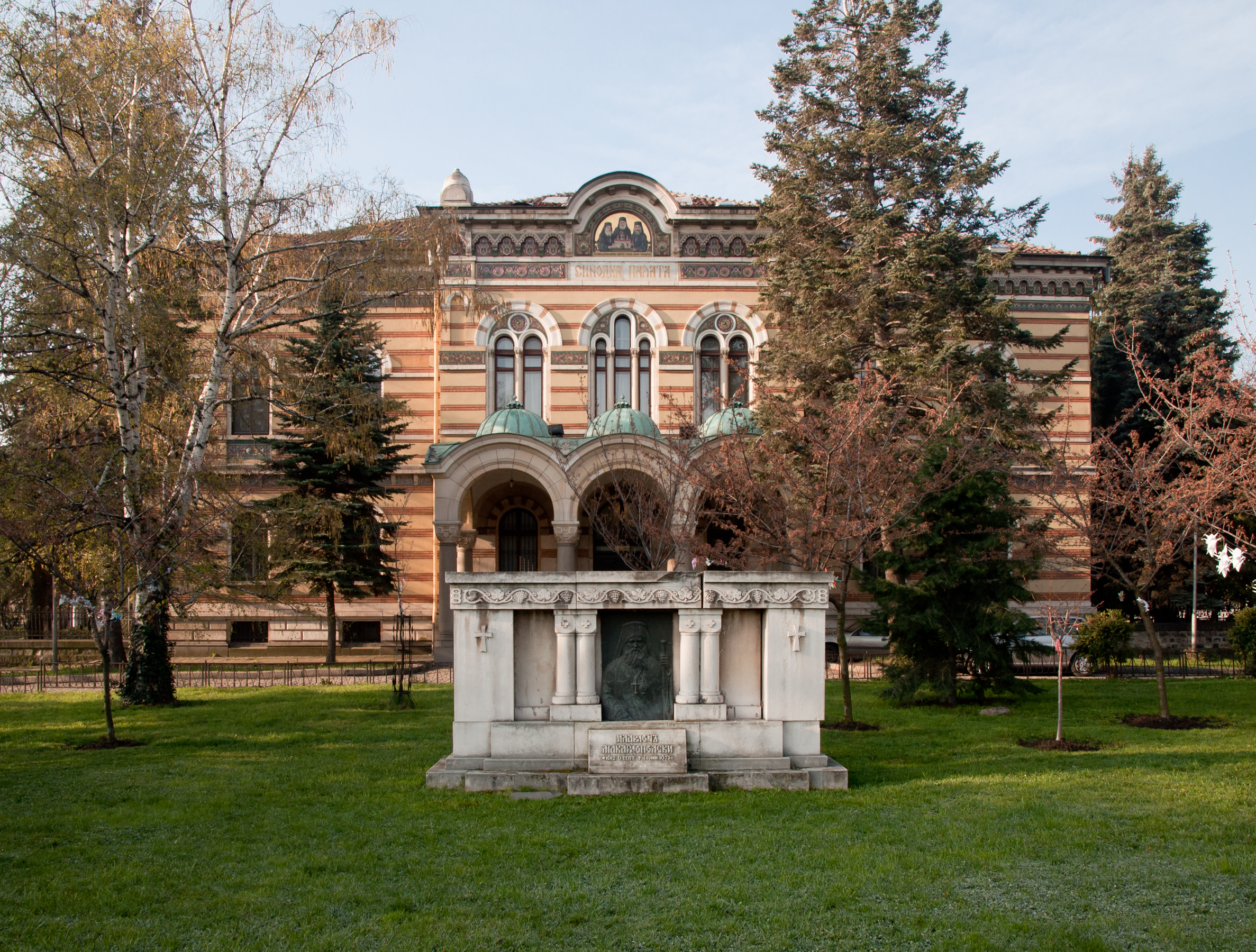
Le palais du Saint-Synode de l'Église orthodoxe bulgare, à Sofia.

## Saint-Synode de l'Église de Grèce
La première autre Église orthodoxe à avoir imité l’organisation ecclésiastique russe est celle de Grèce. Les assemblées nationales helléniques de 1822 et de 1827 entament le processus d’autonomisation de l’Église grecque par rapport au Patriarcat œcuménique de Constantinople, encore placé sous domination ottomane. En 1833, le Parlement hellénique rejette formellement l’autorité du Patriarche de Constantinople et met en place un Saint-Synode sur le modèle russe. Après bien des querelles, le Patriarche finit par reconnaître le Saint-Synode grec en 1850.  
En 1852, une loi définit les droits et le rôle du Saint-Synode. Elle place Athènes sous la direction d’un Métropolite. Quatre autres évêques sont nommés au Saint-Synode pour un an par le gouvernement grec. Ses délibérations sont contrôlées par un commissaire royal, nommé par le gouvernement à l’image de l’oberprocuror russe, et aucun acte du Synode ne peut être validé sans son assentiment. Le Synode comporte également des secrétaires, des écrivains et d’autres fonctionnaires nommés par l’État. Le Saint-Synode est la plus haute autorité de l’Église grecque et prend la place, dans la liturgie, du Patriarche œcuménique.
Après la proclamation de la République hellénique en 1924, le contrôle royal du Saint-Synode est naturellement abandonné. Le métropolite d’Athènes est élevé au rang d’archevêque en 1932 et le Chef de l’Église commence à être nommé dans la liturgie. 
Aujourd’hui, tous les évêques diocésains de Grèce ont le statut de métropolite et le Saint-Synode est composé de l’archevêque primat et de douze évêques. Il s’occupe des questions ecclésiastiques et des détails liés à l’administration de l’Église.